# Norcatur
La ville américaine de Norcatur est située dans le comté de Decatur, dans l’État du Kansas. Elle comptait 151 habitants lors du recensement de 2010.

## Histoire
Norcatur a été fondée en 1885. La ville doit son nom à son emplacement entre les comtés de Norton et Decatur.

## Source
- (en) Cet article est partiellement ou en totalité issu de l’article de Wikipédia en anglais intitulé « Norcatur, Kansas » (voir la liste des auteurs).